# 茲維日涅茨
茲維日涅茨是波蘭的城鎮，位於該國東南部，由盧布林省負責管轄，面積4.82平方公里，海拔高度215米，主要經濟活動是旅遊業，2006年人口3,344。
50°37′N 22°58′E / 50.617°N 22.967°E